# Марки Азад Хинд
Марки Азад Хинд — серия непочтовых, пропагандистских марок шести различных рисунков, изготовленная в 1943 году в нацистской Германии для Индийской национальной армии «Азад Хинд» (ИНА) Субхаса Чандры Боса.

## Описание
Задуманные Субхасом Чандрой Босом, эти марки были разработаны немецкими художниками Вернером и Марией фон Акстер-Хойдтласс (нем. Werner und Maria von Axster-Heudtlass), которые были авторами рисунков многих почтовых марок Германии в период с 1925 по 1949 год. Всего было подготовлено десять номиналов марок, обычных и с надбавками, которые имели следующие шесть оригинальных рисунков:
1. Индийский солдат-сикх, стреляющий из немецкого пулемёта MG 34: 1 + 1 анна.
2. Плуг и крестьянин, пашущий поле на заднем плане: ½ анна, 1 анна и 2 + 2 анны.
3. Индианка, которая прядёт ткань на прялке: 2½ и 2½ + 2½ анны.
4. Медсестра, ухаживающая за раненым бойцом: 3 + 3 анны.
5. Сломанные цепи на фоне карты Индии: 8 + 12 анн и 12 анн + 1 рупия.
6. Три солдата ИНА — один явно сикх, два других, предположительно, индус и мусульманин — с флагом Азад Хинд: 1 + 2 рупии.

## Производство
Все марки печатались способом фотогравюры в листах по 100 штук в правительственной типографии в Берлине. Был изготовлен один миллион экземпляров более низких номиналов, и еще полмиллиона марок более высоких номиналов, за исключением марки номиналом в 1 + 2 рупии (Mi #VII), которая была напечатана в трех вариантах цветов тиражом только 13 500 штук.
Каждый номинал был напечатан в одноцветном исполнении, причем марки разных номиналов отличались друг от друга по цвету. Рисунок марки номиналом в 1 + 2 рупии был задуман многоцветным. Полная серия включает нескольких разновидностей по цвету марки номиналом в 1 + 2 рупии.

## Каталогизация
В немецком каталоге почтовых марок «Михель» марки Азад Хинд рассматриваются в качестве полупочтовых и почтовых. Вначале перечислены семь полупочтовых марок (Mi #I—VII) с надбавками; при этом дополнительный сбор был в пользу администрации Андаманских и Никобарских островов, находившихся в то время под японским контролем. Далее идут три обычных почтовых марки без дополнительного сбора (Mi #VIII—Х). В настоящее время известна серия из 21 марки, как с зубцовкой (10 × 12), так и беззубцовые.
Индийское почтовое ведомство включило эти так и не поступившие в почтовое обращение марки Азад Хинд шести оригинальных рисунков в свою памятную книгу «Борьба Индии за свободу на почтовых марках Индии».